# Звонкий (ручей, Ленинградская область)
Звонкий (фин. Vuottaanjoki) — ручей в России, протекает по территории Первомайского сельского поселения Выборгского района и Раздольевского сельского поселения Приозерского района Ленинградской области. Длина ручья — 14 км.
Ручей берёт начало из болота и далее течёт преимущественно в юго-восточном направлении по заболоченной местности.
Впадает в реку Волочаевку на высоте 80,4 м над уровнем моря.
Название ручья переводится с финского языка как «утекающий ручей».
Код объекта в государственном водном реестре — 01040300212202000009635.